# 직선형 유도 전동기

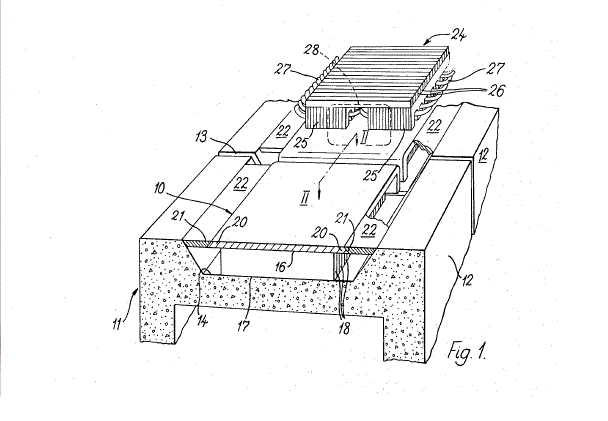

직선형 유도 전동기 (LIM)는 다른 유도 전동기와 같이 일반적인 원리로 동작하지만 통상적으로 직선 운동을 직접 생성하도록 설계되는 교류 (AC) 비동기 직선형 전동기이다. 특징적으로, 기존의 유도 전동기가 무한 루프에 배치되는 반면 직선형 유도 전동기는 최종 효과를 생성하는 유한 길이의 기본 또는 보조를 보유한다. 회전 전동기와 같이, 직선형 전동기는 종종 3상 전원에서 구동하고 매우 높은 속도를 지원할 수 있다.

## 역사

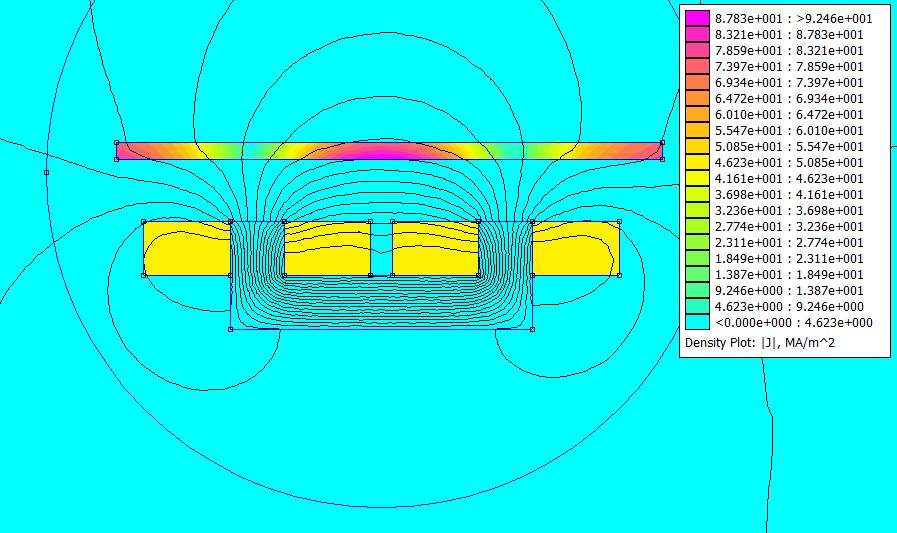

직선형 전동기의 역사는 적어도 찰스 휘트스톤의 연구에서 1840년대까지 거슬러 간다. 그러나 휘트스톤의 모델은 너무 비효율적이어서 실용적이지 못했다.

## 원리

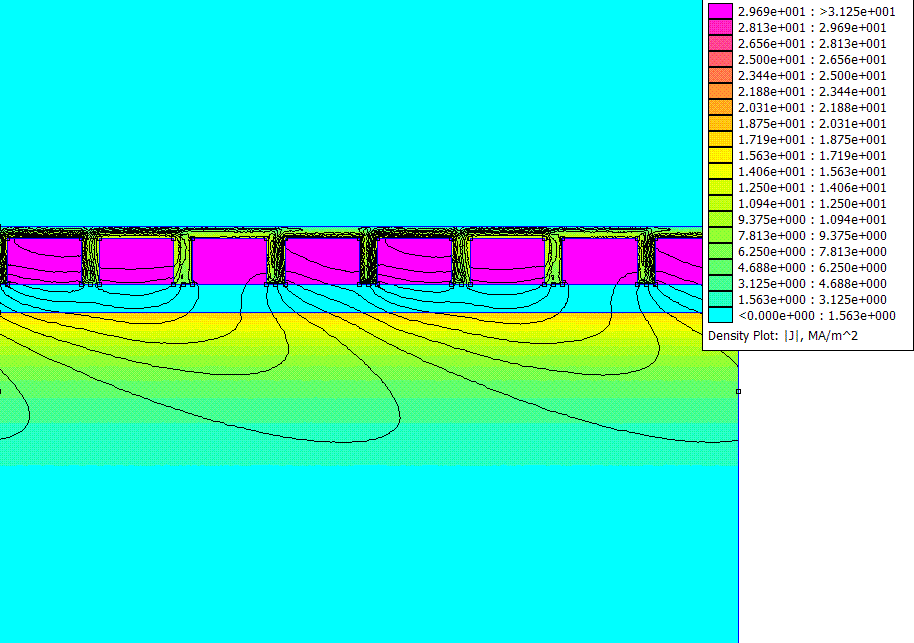

전동기의 설계에서, 힘은 필드 도체에 작용되는 직선 이동 자계가 생성한다. 이 자계에 놓여있는 파복, 코일 또는 단순히 판금 조각인 모든 도체는 그것에 와전류가 유도되어 렌츠의 법칙에 따라 대향 자기장을 생성한다. 

## 성능
직선형 유도 전동기는 종종 기존의 회전식 유도 전동기 보다 덜 효율적이다.

## 같이 보기
- 전자기 유도
- 자기부상열차